# 대한민국 형법 제321조
대한민국 형법 제321조는 주거·신체 수색에 대한 형법각칙의 조문이다.

## 조문
제321조(주거·신체 수색) 사람의 신체, 주거, 관리하는 건조물, 자동차, 선박이나 항공기 또는 점유하는 방실을 수색한 자는 3년 이하의 징역에 처한다. <개정 1995.12.29>

## 판례
- 주거침입죄는 사실상의 주거의 평온을 보호법익으로 하는 것이므로, 반드시 행위자의 신체의 전부가 범행의 목적인 타인의 주거안으로 들어가야만 성립하는 것이 아니라 신체의 일부만 타인의 주거 안으로 들어갔다고 하더라도 거주자가 누리는 사실상의 주거의 평온을 해할 수 있는 정도에 이르렀다면 범죄구성요건을 충족하는 것이라고 보아야 하고, 따라서 주거침입죄의 범의는 반드시 신체의 전부가 타인의 주거 안으로 들어간다는 인식이 있어야만 하는 것이 아니라 신체의 일부라도 타인의 주거 안으로 들어간다는 인식이 있으면 족하다[1]

## 참고문헌
- 편집부. (2019, 8). 형법 제321조 위헌제청 〈형법상 주거 · 신체 수색죄에 대한 위헌제청 및 위헌소원사건〉 2018헌가7 외. 고시계, 64(9), 161-179.

## 같이 보기
- 주거침입죄
- 퇴거불응죄
- 건조물침입죄